# Magnolias gigantes sobre paño de terciopelo
Magnolias gigantes sobre paño de terciopelo es una naturaleza muerta al óleo del pintor estadounidense Martin Johnson Heade adquirido por la Galería Nacional de Arte en 1982 exponiéndolo en 1996. En él, observamos magnolias blancas con tallos y hojas sobre un paño de terciopelo azul destacando sobre un fondo muy obscuro.
El cuadro fue un encargo de Henry Morrison Flagler, comprador habitual del artista
, y ha sido expuesto en Boston, Nueva York (MoMA), Los Ángeles, París (Grand Palais) o College Park (Maryland).